# Azamara Onward
Die Azamara Onward ist ein Kreuzfahrtschiff der Reederei Azamara Cruises. Es wurde im Jahr 1999 als R Three in Dienst gestellt. Aufgrund der kleinen Größe kann es auch kleinere Buchten und Häfen weltweit ansteuern sowie den Nord-Ostsee-Kanal befahren.

## Geschichte
Das Schiff wurde 1999 als R Three für Renaissance Cruises als drittes Schiff der aus insgesamt acht Schiffen bestehenden R-Klasse in Dienst gestellt. Am 23. Dezember 1997 wurde es auf der Bauwerft Chantiers de l’Atlantique in Saint-Nazaire auf Kiel gelegt. Nachdem es am 12. März 1999 zu Wasser gelassen worden war, wurde es am 28. Juli 1999 an den Auftraggeber abgeliefert und kam unter der Flagge Liberias mit Heimathafen Monrovia in Fahrt. Nach der Insolvenz von Renaissance Cruises wurde das Schiff Ende September 2001 in Uturoa arrestiert und anschließend von Navire Copropriete erworben.
Ab 2002 charterte Princess Cruises das Schiff, nun unter dem Namen Pacific Princess, zusammen mit dem Schwesterschiff Ocean Princess. 2004 endete die Charter und Princess Cruises kaufte beide Schiffe. Das für 670 Gäste ausgelegte Schiff war das kleinste Schiff der Princess-Flotte.
Am 14. Oktober 2016 kollidierte die Pacific Princess in Nizza mit einer Mole. Dabei schlug das Schiff leck.
Im Jahr 2021 wurde das Schiff an Azamara Cruises verkauft. Es wurde am 15. März 2021 übergeben und anschließend in P Prince umbenannt. Das Schiff wurde von August 2021 bis April 2022 bei der Damen-Werft in Amsterdam für 55 Millionen US-Dollar umgebaut. Im Frühjahr 2022 wurde es in Azamara Onward umbenannt und im Mai 2022 in Monaco offiziell getauft.